# Gál Sándor (vegyészmérnök)
Gál Sándor (Farmos, 1933. március 1. – 2021. május 15.) magyar vegyészmérnök, egyetemi tanár, a Magyar Tudományos Akadémia rendes tagja. Kutatási területe a műszaki kémia és az analitikai kémia, ezen belül a termoanalitika, valamint a szilárd és olvadék fázisban lejátszódó nagyhőmérsékletű reakciók vizsgálata. 1988 és 1993 között a Budapesti Műszaki Egyetem Vegyészmérnöki Kar dékánja.

## Életpályája
1951-ben kezdte meg egyetemi tanulmányait a Budapesti Műszaki Egyetem Vegyészmérnöki Karán. Itt szerzett mérnökdiplomát 1956-ban. Ennek megszerzése után az egyetem általános és analitikai tanszékének oktatója lett tanársegédi beosztásban. 1963-ban adjunktussá, 1973-ban egyetemi docenssé nevezték ki. egyetemi tanári megbízását 1983-ban vette át. Közben 1981-ben a Vegyészmérnöki Kar dékánhelyettese lett, majd 1988-ban a kar dékánjává választották, utóbbi tisztségét 1993-ig töltötte be. Emellett 1990–1991-ben ideiglenesen az általános és analitikai kémiai tanszék vezetője volt. 1996-ban kutatóprofesszori, 2003-ban professor emeritusi megbízást kapott.
1972-ben védte meg a kémiai tudományok kandidátusi, 1982-ben akadémiai doktori értekezését. Az MTA Analitikai Kémiai Bizottságának, Műszaki Kémiai Komplex Bizottságának lett tagja. 1993-ban megválasztották a Magyar Tudományos Akadémia, 2004-ben pedig rendes tagjává. 1995-től a Vagyonkezelő Bizottság, később a Felügyelőbizottság tagja is volt. Akadémiai tisztségei mellett a Varga József Alapítvány kuratóriumának elnökévé nevezték ki. A Journal of Thermal Analysis című tudományos szakfolyóirat egyik alapítója és szerkesztője volt.

## Munkássága
Fő kutatási területe a műszaki kémia és az analitikai kémia, ezen belül a termoanalitika, valamint a szilárd és olvadék fázisban lejátszódó nagyhőmérsékletű reakciók vizsgálata.
Eredményei alapján sikerült kifejleszteni több technológiát, amelyeket az iparban alkalmaztak. Ilyen többek között a karbamidot tartalmazó takarmányadalékok előállítási, olvadékkristályosítási eljárás és berendezés kidolgozása és a keményítő karbamid folytonos üzemmódban történő előállítását. A takarmányozás, illetve a kozmetikai ipar területén területén foglalkozik még az emulziók készítésével kapcsolatos technológiákkal. Munkatársaival több szabadalma alapján gyártották a több célra (így kutatásira és iparira is) használható hőmérséklet-szabályozó és -programozó készülékeket.
Több mint százharminc tudományos publikáció szerzője vagy társszerzője volt. Összesen huszonkét találmány kidolgozásában vett részt. Közleményeit elsősorban magyar és angol nyelven adta közre.

## Díjai, elismerései
- Állami Díj (1988) – A heterogén fázisú intenzív eljárások kidolgozását és számos ipari megvalósítását eredményező közel két évtizedes kutatómunkájáért. Megosztott díj Fodor Lajossal.
- Erdey László-díj
- Fodor Lajos-díj (1996)
- A Magyar Köztársasági Érdemrend középkeresztje (1998)
- Kiváló feltaláló

## Főbb publikációi
- Thermoanalitical Investigations of High Temperature Fusion Reactions (Erdey Lászlóval, 1963)
- Eljárás diszkrét részecskékből álló, száraz, szilárdfázisú szervetlen és szerves vegyületek és/vagy ezek keverékeinek előállítására olvadékból (szabadalom, külföldön több helyen is bejegyeztetve)
- Analitikai kézikönyv (társszerző, 1974)
- Röntgen és elektronsugaras analízis (társszerző, 1976)
- Thermoanalitical Investiogations on Dust (társszerző, 1976)
- Description of the Rate of Heterogeneous Chemical-reactions (társszerző, 1979)
- Digital Temperature Programmer with Two Temperature Sensors (társszerző, 1981)
- The Effect of Heat-transport Within the Sample on the Shape of Thermoanalytical Curves (társszerző, 1986)
- Megvalósított kutatási eredmények (1993)
- Applications of Nonlinear-regression Methods for the Estimation of Common Kinetic-parameters From Several Thermoanalytical Curves (társszerző, 1994)
- Thermoanalytical Studies on Crown Ether Alkali Complexes (társszerző, 1998)
- Thermal, FTIR and XRD Study on Some 1:1 Molecular Compounds of Theophylline (társszerző, 2002)